# Réservoir Robert-Bourassa
Réservoir Robert-Bourassa är en reservoar i Kanada.   Den ligger i provinsen Québec, i den östra delen av landet, 900 km norr om huvudstaden Ottawa. Réservoir Robert-Bourassa ligger 170 meter över havet. Arean är 2 835 kvadratkilometer. 